# Русский православный крест
Русский православный крест (православный крест, византийский крест, русско-византийский православный крест или крест свято́го Ла́заря) — восьмиконечный христианский (православный) крест, символ Русской православной церкви.
Известен с VI века, задолго до раскола христианской церкви на католиков и православных. Использовался в византийской фресковой живописи и декоративно-прикладном искусстве. В 1551 году во время канонической изоляции Русской православной церкви по инициативе Ивана Грозного впервые в истории начал воздвигаться на купола церквей. С этого времени начал использоваться и в российской государственной и военной символике. Впоследствии стал отличительной особенностью культурного ландшафта России.

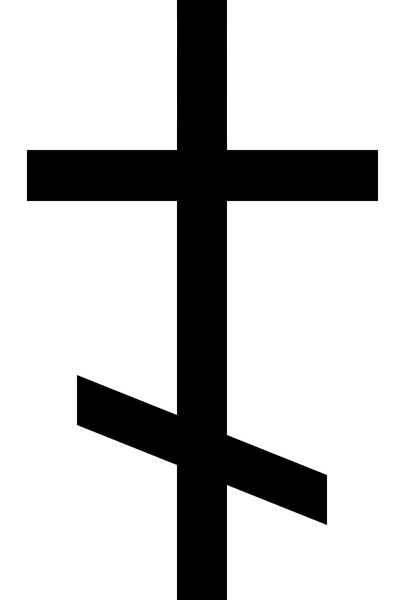
Шестиконечный православный крест

Согласно некоторым источникам, у русского православного креста только две поперечины. Некоторые источники различают кресты с косыми поперечинами: шестиконечный называют русским православным крестом (другое название — шестиконечный православный крест), а восьмиконечный — православным крестом. Аналогичная эмблема в Министерстве по делам ветеранов США называется «русский православный крест» (англ. Russian Orthodox cross).
Особенностью восьмиконечного креста является наличие нижней косой поперечины (подножия), помимо двух верхних горизонтальных: верхней, меньшей, и средней, большей. По преданию, при распятии Христа над крестом прибили табличку на трёх языках (греческом, латинском и арамейском) с надписью «Иисус Назарянин, Царь Иудейский». Под ноги Христу была прибита перекладина.
Вариантом восьмиконечного является семиконечный, у которого табличка крепится не поперёк креста, а сверху. Помимо этого, верхняя перекладина вообще может отсутствовать. Восьмиконечный крест может дополняться терновым венцом посередине.
Наряду с восьмиконечным, православная церковь применяет и два других распространённых начертания креста: шестиконечный крест (отличается от восьмиконечного отсутствием малой, то есть самой верхней перекладины) и четырёхконечный (отличается от шестиконечного отсутствием косой перекладины).

## Разновидности
Иногда при установке восьмиконечного креста на куполе храма под косой перекладиной помещается полумесяц (рогами вверх). Существуют различные версии о значении такого начертания; по наиболее известной такой крест уподобляется корабельному якорю, с древних времён считавшемуся символом спасения.
Кроме того, существует особый монашеский (схимнический) «крест-Голгофа». Он состоит из православного креста, покоящегося на символическом изображении горы Голгофы (обычно в виде ступеней), под горой изображён череп и кости, справа и слева от креста находятся копьё и трость с губой. Также на нём изображаются надписи: над средней перекладиной ІС҃ ХС҃ — имя Иисуса Христа, под ней греческое Νικᾷ — «Побеждает»; на табличке или около неё надпись: СН҃Ъ БЖ҃ІЙ — «Сын Божий» или аббревиатура ІНЦІ — «Іисусъ Назорей, Царь Іудейскій»; над табличкой: ЦР҃Ь СЛ҃ВЫ — «Царь Славы». Буквы «К» и «Т» символизируют копьё воина и трость с губкой, изображённые вдоль креста. С XVI века на Руси возникла традиция около изображения Голгофы добавлять следующие обозначения: М Л Р Б — «место лобное рай бысть», Г Г — «гора Голгофа», Г А  — «глава Адамова». Причём кости рук, лежащие перед черепом, изображаются правая на левой, как при погребении или причащении.
Хотя в древности голгофский крест имел широкое распространение, в современности он обычно лишь вышивается на парамане и аналаве.

## Использование
Восьмиконечный крест с косой перекладиной традиционно широко используется в Русской православной церкви. В настоящее время он также широко используется в Польской православной церкви и Православной церкви Чешских земель и Словакии, получивших автокефалию от московского патриарха в 1948 и 1951 годах соответственно. Данный крест спорадически используется в Константинопольской православной церкви (широко используется в Американской карпаторосской православной епархии, основанной в 1938 году) и Сербской православной церкви.
Восьмиконечный крест с косой перекладиной помещался на гербе Русского государства с 1577 по 1625 год, когда был заменен на третью корону. На некоторых летописных миниатюрах и иконах русские воины несут стяги с изображением креста-Голгофы. На знамёнах русских полков в XVII веке также помещался русский православный крест.
Восьмиконечный крест с косой перекладиной помещался на флагах православно-монархической организации «Братство русской правды» и ультраправой националистической организации «Русское национальное единство» (РНЕ).

Использование символа
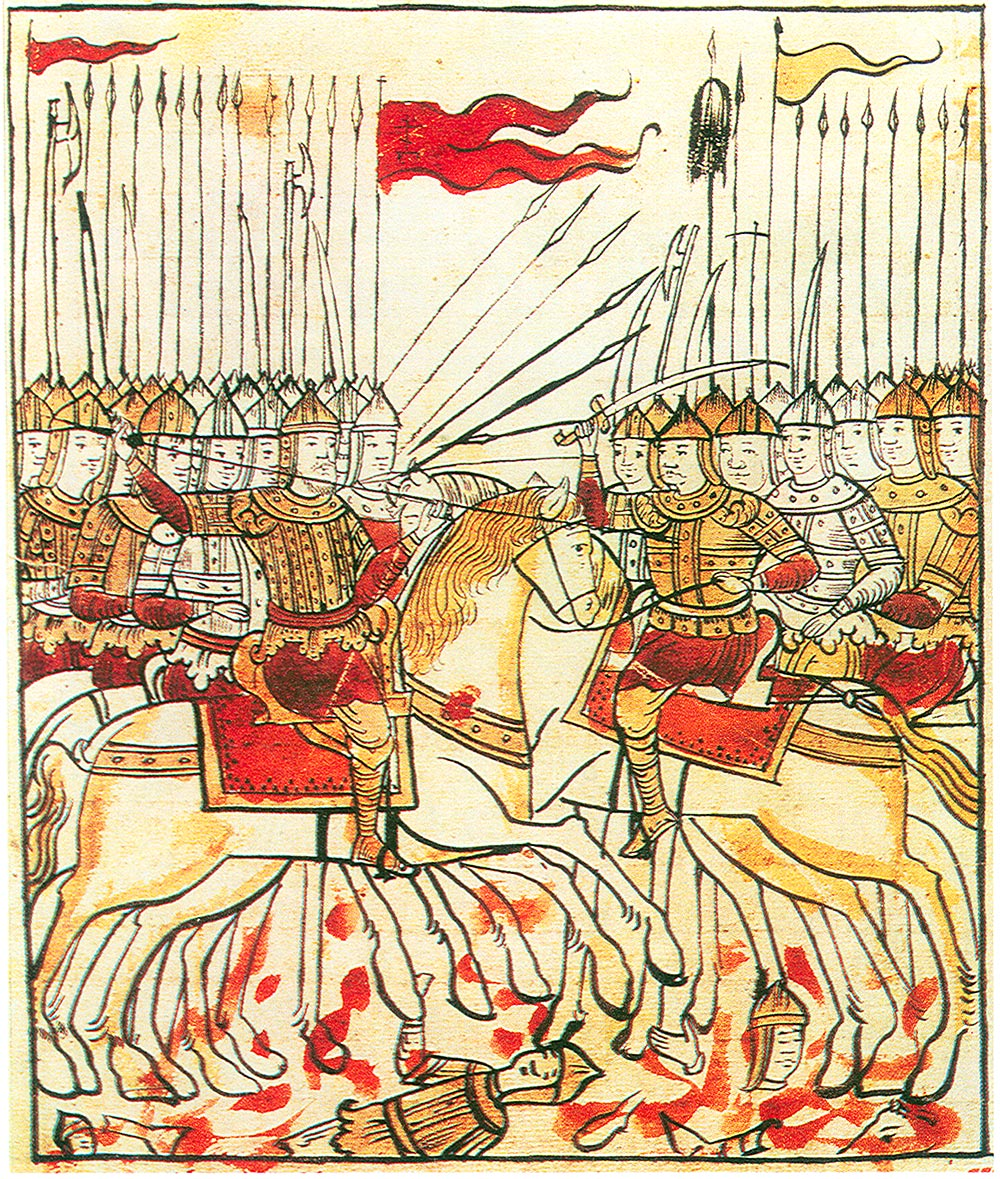
Битва на Куликовом поле в 1380 году. Из рукописи «Сказание о Мамаевом побоище», XVII век.
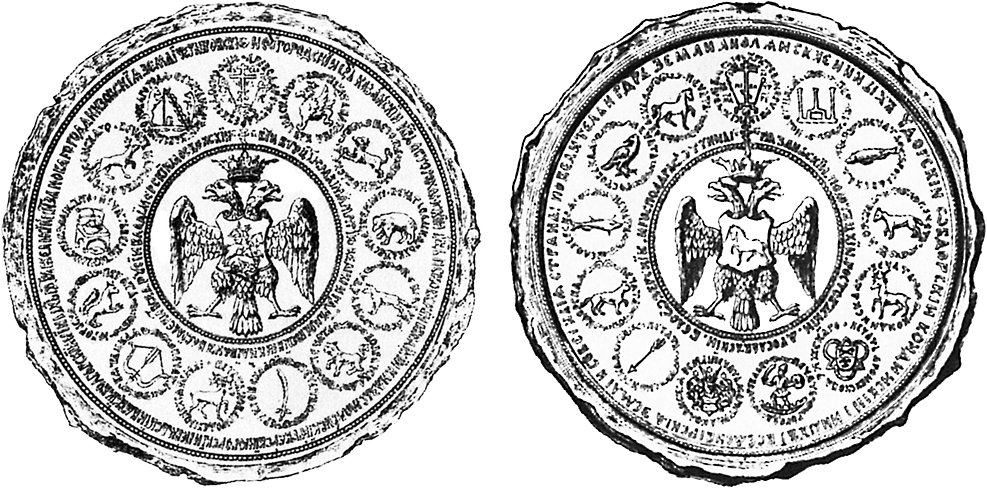
Большая государственная печать Ивана IV Васильевича (лицевая и оборотная стороны) с православным крестом, помещённым над двуглавым орлом. 1577—1578 годы
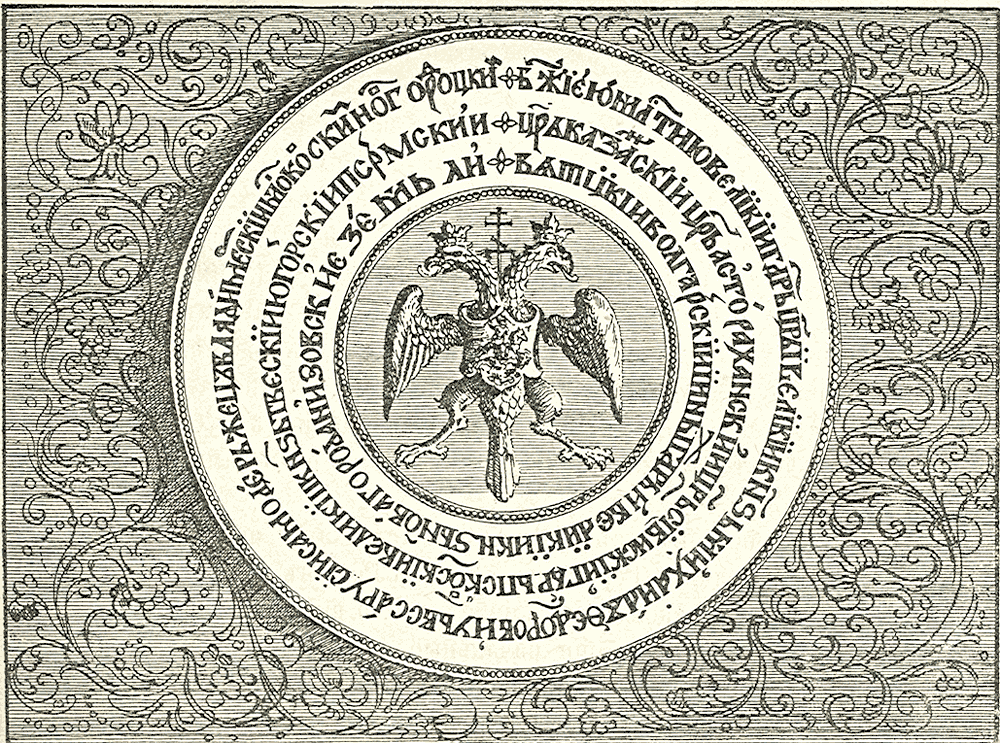
Печать царя Михаила Фёдоровича (с православным крестом между глав орла). Гравюра из русского издания книги Адама Олеария «Описание путешествия в Московию…»
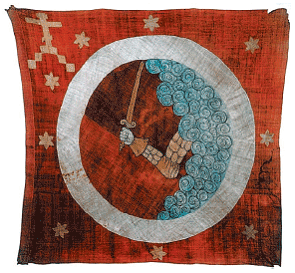
Ротное знамя солдатского полка, XVII век (в левом верхнем углу «русский православный крест»)
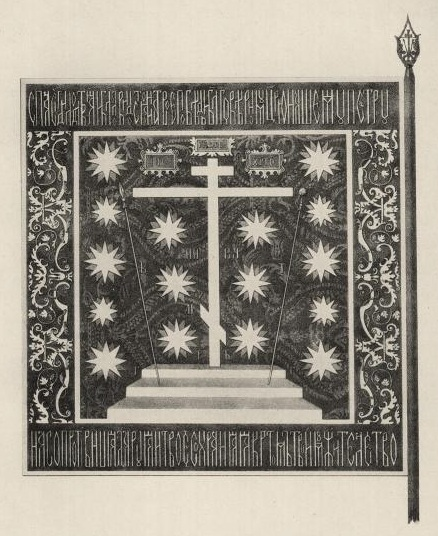
Сотенное знамя, 1696—1699 годы
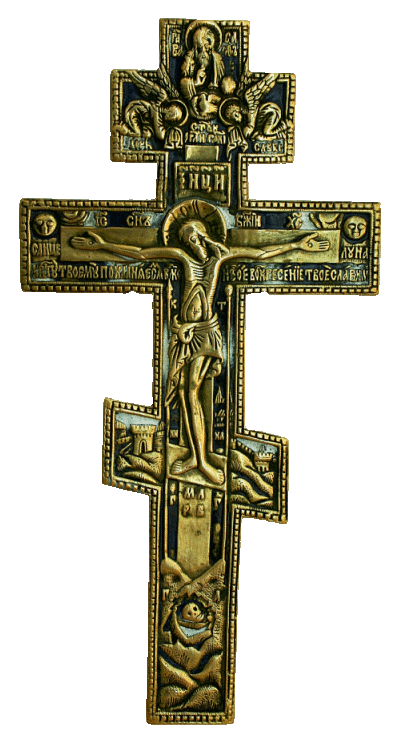
Металлический киотный крест
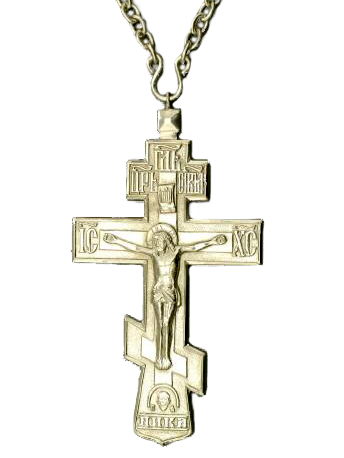
Крест русского православного священника
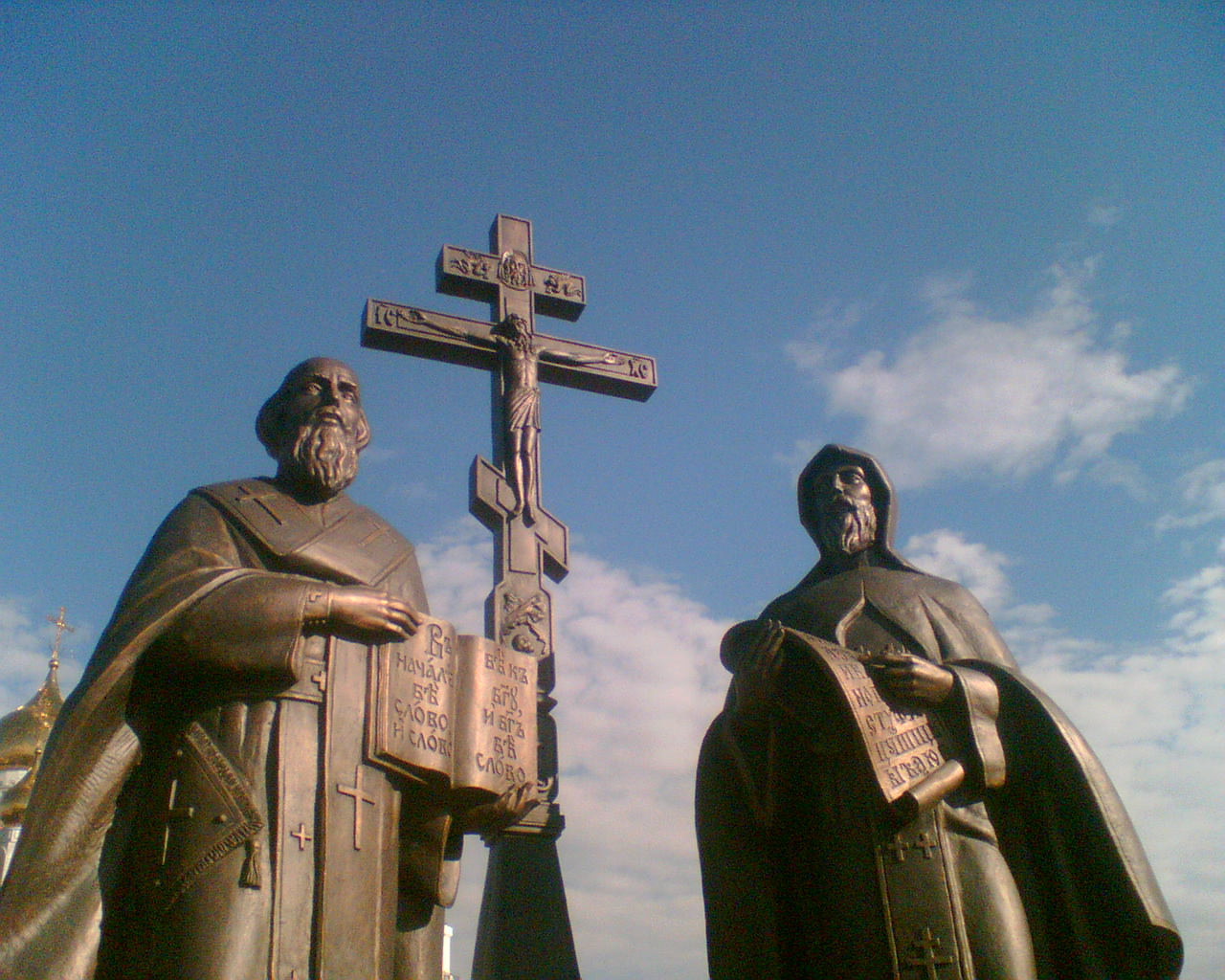
Памятник Кириллу и Мефодию, Ханты-Мансийск
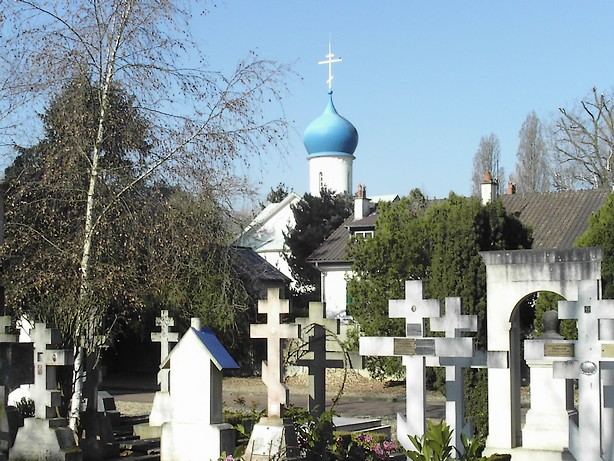
Русское кладбище Сент-Женевьев-де-Буа во Франции.
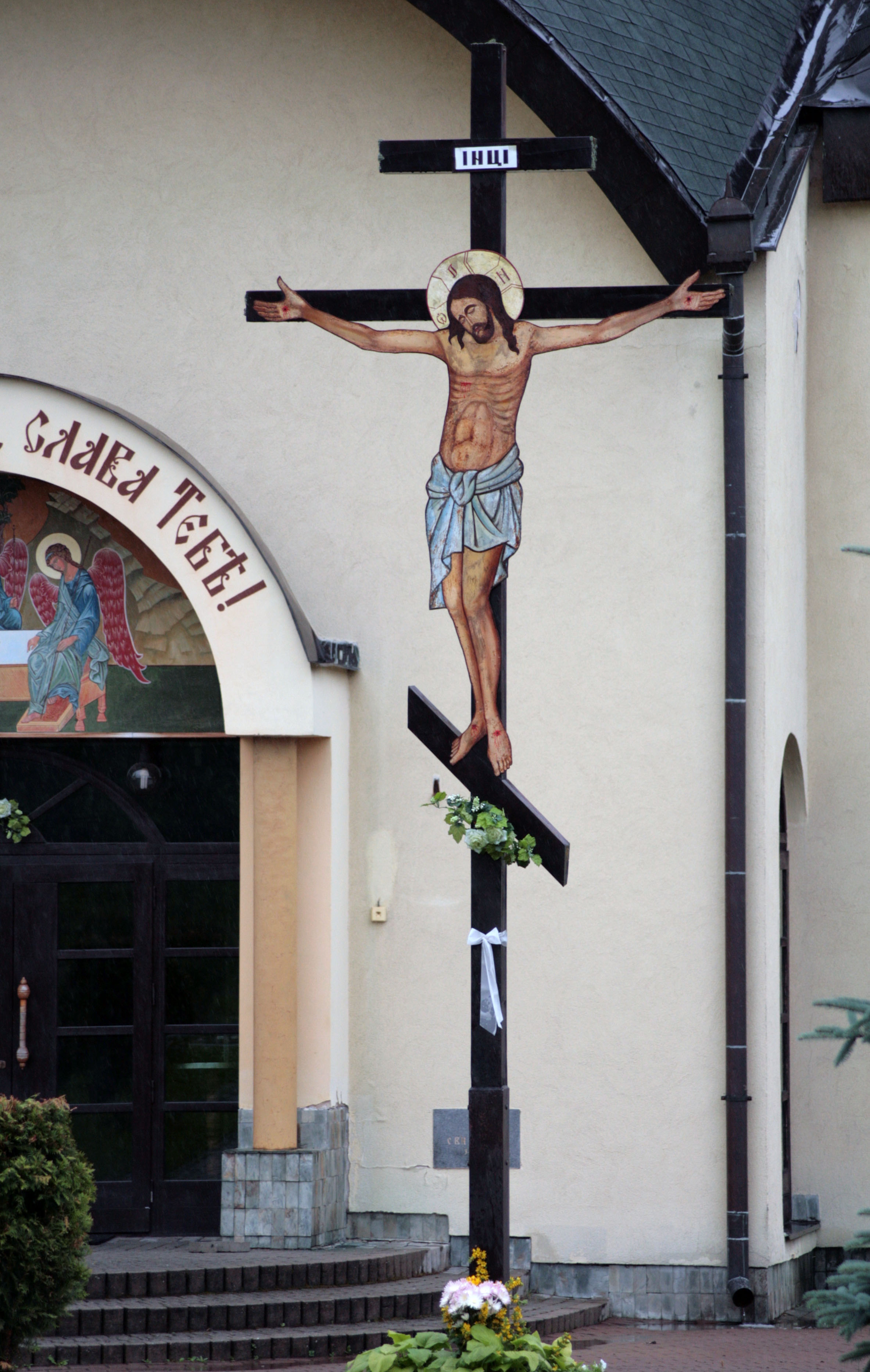
У входа в церковь (Свидник, Словакия)
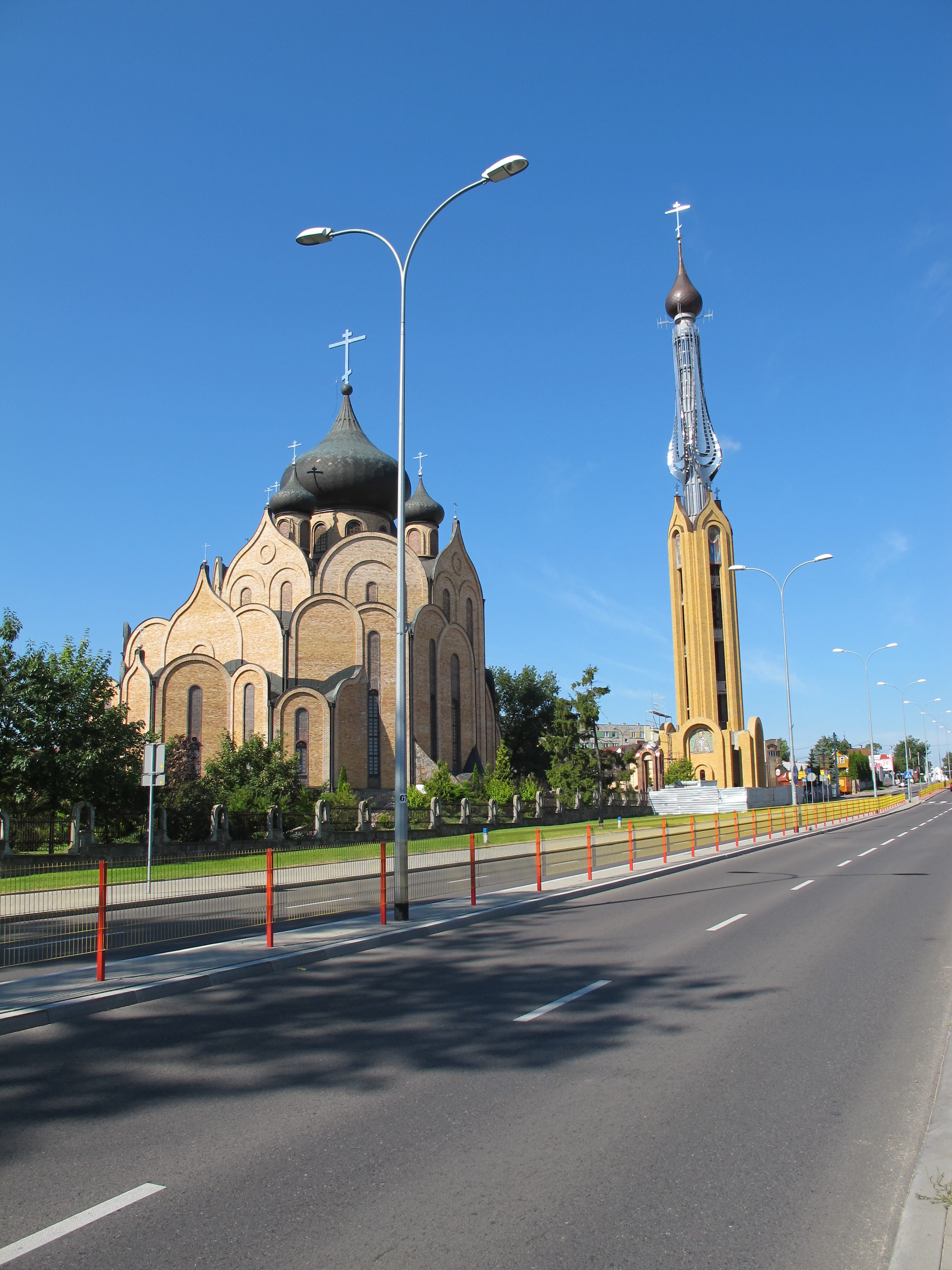
Церковь Святого Духа (Белосток, Польша)
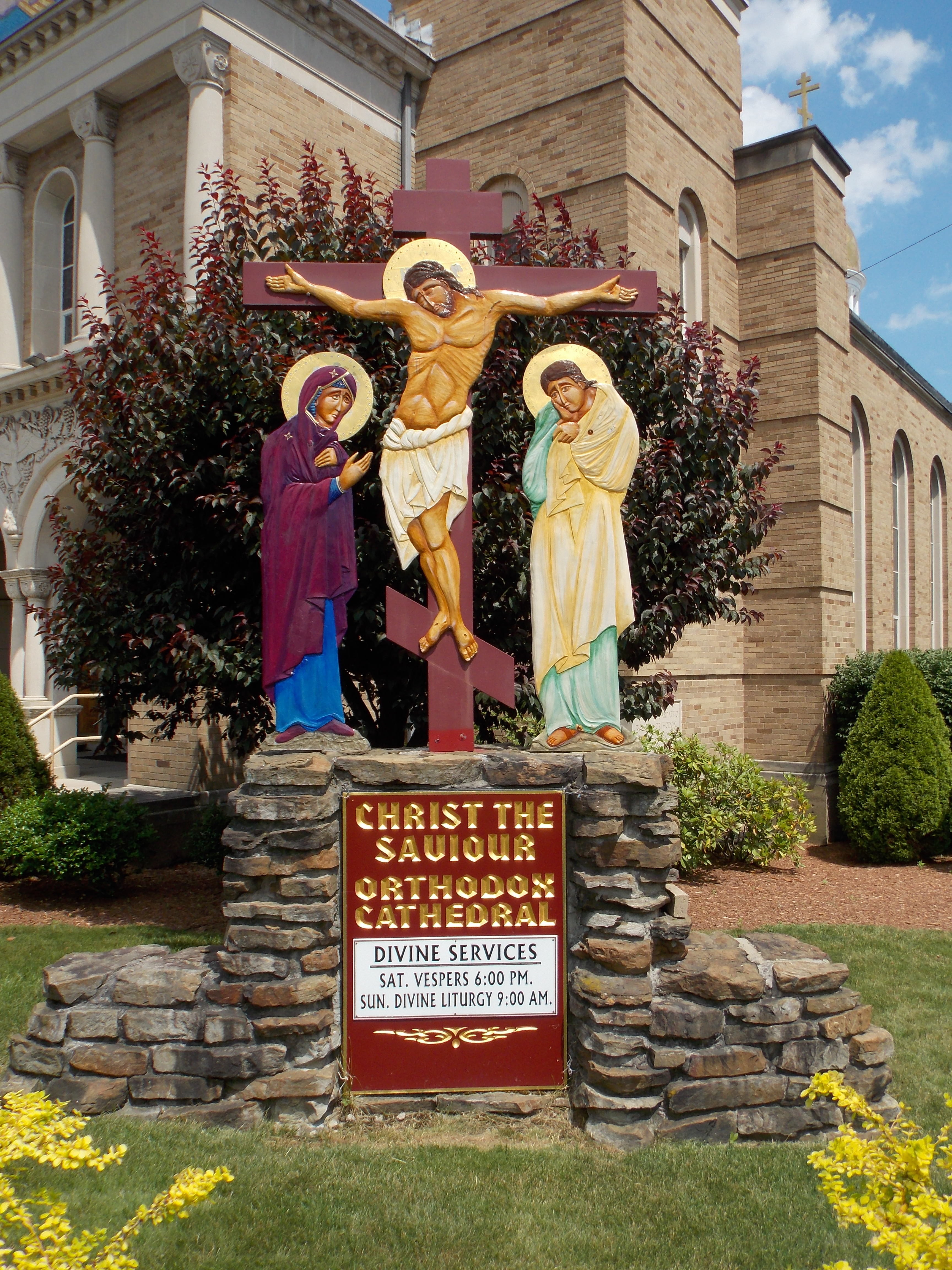
У собора Христа Спасителя Американской карпаторосской православной епархии (Джонстаун, Пенсильвания, США)
Флаг РНЕ

## Юникод
В Юникоде для русского православного креста существует отдельный символ U+2626 ☦ orthodox cross (православный крест). Однако во многих шрифтах он отображается неправильно — нижняя перекладина наклонена не в ту сторону.